# تساگانخایرخان (زاوخان)
تساگانخایرخان (به لاتین: Tsagaankhairkhan) یک منطقهٔ مسکونی در مغولستان است که در استان زوخان واقع شده‌است.